# Michael Konken
Michael Konken (* 23. Oktober 1953 in Sande) ist ein deutscher Journalist. Von 2003 bis 2015 war er Bundesvorsitzender des Deutschen Journalisten-Verbandes (DJV).

## Leben
Michael Konken studierte Verwaltungs- und Rechtswissenschaften und schloss als Diplom-Verwaltungswirt (FH) ab. Als freiberuflich arbeitender Journalist war Konken für den Deutschlandfunk in Köln sowie für das Jeversche Wochenblatt und Radio Bremen tätig. In Wilhelmshaven war er Pressesprecher für die Weltausstellung „Expo am Meer“, dem Wilhelmshavener Beitrag zur Expo 2000. In Wilhelmshaven war er bis Ende 2001 Pressesprecher der Stadt. Anfang 2002 wechselte er an die FH Wilhelmshaven in den Studiengang Medienwirtschaft und Journalismus und war verantwortlich für den Aufbau des journalistischen Bereichs.
An der Universität Vechta lehrt er seit 2002 Journalismus, Politik und Öffentlichkeit sowie journalistisches Schreiben; an der Fachhochschule Oldenburg/Ostfriesland/Wilhelmshaven seit 1994 Stadt- und Regionalkommunikation.
1999 wurde er zum Vorsitzenden des DJV-Landesverbandes Niedersachsen und 2003 als Nachfolger von Rolf Lautenbach zum Bundesvorsitzenden des DJV gewählt. Dieses Amt hatte er bis November 2015 inne. 

## Werke
- Pressearbeit – Journalistisch professionell in Theorie und Praxis. Meßkirch 2007, ISBN 978-3-89977-110-7
- Pressearbeit – Mit den Medien in die Öffentlichkeit. Limburgerhof 2000
- Pressekonferenz und Medienreise – Informationen professionell präsentieren. Limburgerhof 1999, ISBN 3-929469-23-5